# Druser
Druserna (arabiska: درزي, durzi, i pluralis دروز, durūz; Ahl at-Tawhid, "söner av enheten" eller också "Banu al-Ma'rufs folk") är en mindre, religiöst definierad, etnisk grupp i Libanon, Israel, Syrien och Jordanien.
Folkgruppen talar arabiska och lever i stora drag som sina arabiska grannar. Uppskattningsvis levde 500 000 druser i Mellanöstern i början på 2020-talet.

## Namn
Beteckningen drus antas härstamma från Muhammad al Darazi, en av al-Hakims anhängare. Druserna kallar sig själva "Muwahhidun" eller "enhetsbekännare". Ordet kommer från den arabiska roten WHD som betyder "att vara en". Religionen kallas av druserna själva "al-tawhid", alltså enhetens religion.

## Religion
Den drusiska religionen är folkreligion bland druserna. Det är inte möjligt att konvertera till eller från den drusiska religionen och de som väljer att gifta sig utanför den drusiska kulturen stängs ute.

## Identitet
En del druser anser sig inte vara muslimer. Andra anser att den drusiska läran innehåller islams essens och kan då inte vara en separat religion, som är oberoende av islam. Najjar, som är ledare och talesman för druserna i USA säger "Vi druser är islamiska men inte muslimer". Alexa Naff säger att religionens esoteriska tro och praktik skiljer sig så mycket från deras islamiska ursprung att de anses semi-islamiska av vissa muslimer och icke-islamiska av andra i USA. Bland annat på grund av de förändringar som har skett i den drusiska religionen i USA så anser vissa druser att för att vara en riktig drus måste man leva i Libanon och att det är omöjligt att bibehålla en riktig drusisk identitet i USA.

## Skrifterna
Skrifterna samlades under åren 1017–1043 och teologin där återspeglar mycket av den extremistiska ismalitiska shiismen vilken de härrör ifrån. Druserna har 22 böcker, som alla är handskrivna. Det är förbjudet att trycka och publicera dem och de är därför väldigt dyra att köpa. De religiösa männen studerar dem, och överför sedan böckerna och kunskapen till sina söner. De första sex böckerna innehåller en samling av 111 brev från al-Muqtanna, al-Hamza och al-Hâkim. 17 som handlar om visdomen om tron och kallas Rasâil al hikma eller al-Hikma al-Sharifa som betyder "sanningens brev" eller "visdomens brev". De resterande är detaljerade förklaringar på hur man skall leva och bete sig. I deras heliga skrifter finns citat från Koranen, som de tre ovanstående männen har tolkat. Vid vissa offentliga helgdagar läser druserna ur Koranen. Skrifterna skrevs på 1000-talet av den första, andra och den femte förgrundsfiguren till läran.
Tron har hållits i hemlighet sedan stängningen av da'wa 1043 evigt för icke-druser och oinvigda druser. De är endast tillgängliga för de invigda 'uqqal (sing. 'aqil [m.], 'aqila [f.]). 'Uqqal är i sin tur indelade i två grupper. Den högre gruppen av invigda kallas al-ajawid alltså de rättfärdiga. De oinvigda är inte utan religion utan får veta en förenkling av tron i form av morallära. Deras heliga böcker får inte ens ses eller röras av icke-druser. 

### Avsaknad av prästerskap
Druserna närmar sig Gud direkt och använder sig inte av några mellanhänder såsom ritualer eller meditation. Detta predikades av Hamza b. Ali. 
”Det är en enkel religion utan några ritualer. Den fokuserar enbart på människans ständiga strävan efter att finna sig själv i Gud, den absoluta Verkligheten, den enda existerande och den enda Sanna, Den som ingen kan uppleva inom sig själv utan att först avlägsna sig från sitt eget jag, som separerar och fjärmar honom från Enheten som omfattar all existens.” (Makarem s.39)

### Andra trossatser
- Druserna har sju pelare. Unitarianism är det dominerande temat i dessa pelare.
- Ledande är Shaykh al-Aql, "att binda", en titel som kommer från Hamzas predikningar om att Guds vilja behärskar världen, och som betonade sambandet mellan alla drusiska ledare i hela världen.
- Shaykherna genomgår en krävande initiation.
- Drusiska kvinnor anses jämlika med de drusiska männen i både rättigheter och förpliktelser. De har möjlighet till utbildning och yrkesutövning samtidigt som de skyddas och försörjs av männen i sin familj. Kvinnor kan begära skilsmässa och de har rätt att äga egendom som de förfogar fritt över.
- Äktenskap utanför den drusiska gruppen är i princip förbjuden. Den första kända emigrationen till USA skedde 1881. Den första tiden var kvinnor inte tillåtna att emigrera. Så småningom uppmjukades äktenskapsregeln och vissa män gifte sig med kristna amerikanskor.
- Reinkarnationen. Alla drusiska själar som finns idag skapades samtidigt som jorden och är ett fast antal. När en drus dör föds en annan drus och själen från den avlidna går till den nyfödde genom metamorfos, och detta sker omedelbart.
- Ingen predestination. Druserna tror inte på att livet är predestinerat. De anser att Gud gav dem intelligensen för att kunna välja och handla själva och att försöka anpassa samhället och levnadsförhållanden så att de passar in i Guds allomfattande plan och kosmiska syfte.
- Omskärelse är inte sed, men förekommer framförallt hos de urbana druserna.
- Polygami är förbjudet.

## Drusernas historia
Det finns olika myter och teorier om drusernas ursprung. En är att de är avkomlingar från korsfararna, en annan är att de är av persiskt ursprung. Fouad Sleem anser att de är ättlingar till tanuh och andra arabstammar. Det har även spekulerats i att druserna ska ha influerats av frimureriet. I Handbok för frimurare (utgiven 1895) anges: "På senare tid ha spörsmål framställts, huruvida frimurarne stodo i något sammanhang med druserna, enär man hos dessa senare funnit vissa bestämda symboliska frågor, liknande de inom brödraskapet brukliga, genom hvilka de sins emellan igenkänna hvarandra". Den vanligast förekommande teorin om drusernas ursprung är dock att de växte fram ur den ismailitiska sekten. 
Eftersom druserna förföljdes svårt av sunniterna, särskilt efter al-Hakims död 1021, övergick då druserna till taqiyya, det vill säga att verka i det fördolda, något som är märkbart än idag, då konvertering till "drusismen" är omöjlig, och då endast De utvalda (Uqqal), 10–20 procent av druserna, kan ta del av alla trons mysterier.[källa behövs]
Drusernas historia är kantad av oroligheter. Från sina byar i bergen i Libanon och Syrien förde de ständiga strider både mot kristna och mot turkarna, ibland även sinsemellan. År 1860 genomförde de en massaker på kristna vilket ledde till att de europeiska stormakterna ingrep. Libanon ockuperades av Frankrike, men druserna gjorde ett flertal uppror mot det franska styret. 
Under inbördeskriget i Libanon på 1970- och 1980-talen spelade de en aktiv roll. Detta  under ledning av Walid Jumblatt.

## Samhälle
Druserna utgör en officiellt erkänd religiös minoritet i Libanon, Syrien och Israel, och med kulturell autonomi enligt det gamla osmanska systemet.
I Israel har druserna strävat efter att bli godtagna som fullvärdiga medborgare, och har idag rösträtt och omfattas av värnplikten. De anser sig normalt som israeler och druser. Druser på Golanhöjderna ser sig dock ofta som syrier.[källa behövs]
Efter att Assad störtats i Syrien ville sex drusiska byar i södra Syrien annekteras av Israel.

## Galleri

Drusisk stjärna.
Inofficiell drusisk flagga.